# Malechowo (Sławno)
Pour les articles homonymes, voir Malechowo.
Malechowo est une localité polonaise, siège de la gmina rurale de Malechowo, située dans le powiat de Sławno en voïvodie de Poméranie-Occidentale. Elle se trouve à environ 13 km au sud-ouest de Sławno et 161 km au nord-est de la capitale régionale Szczecin.

## Géographie

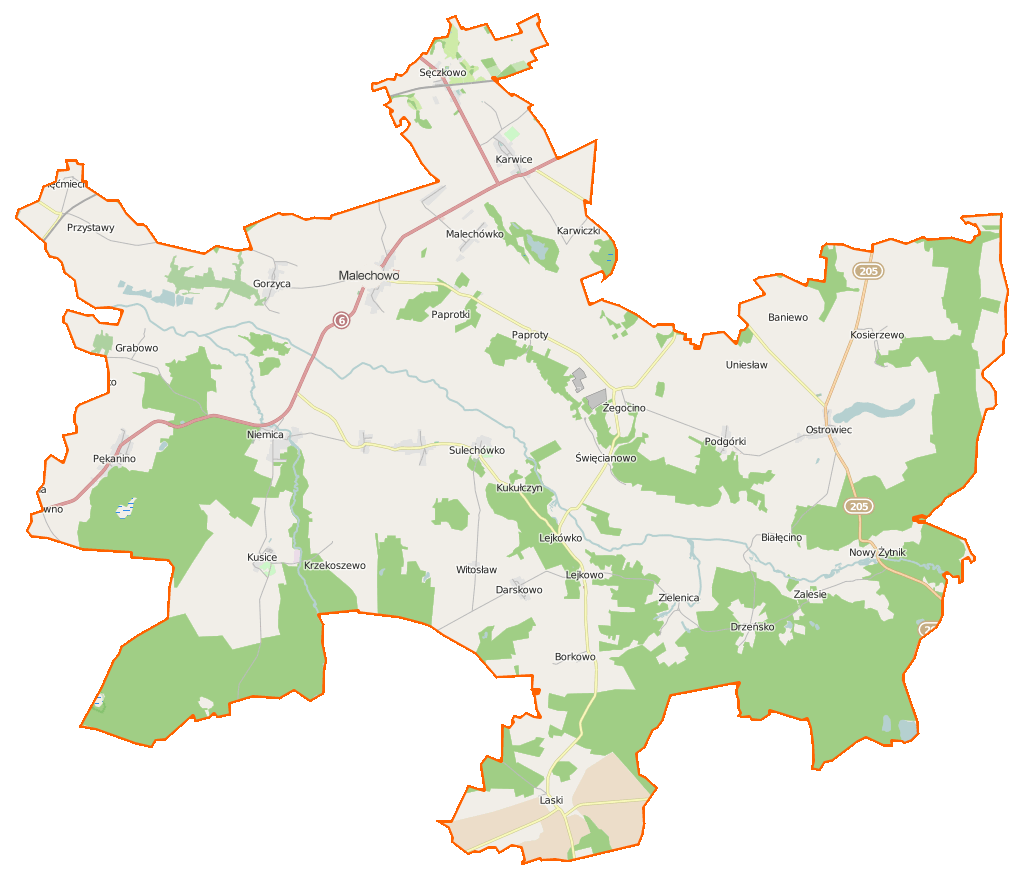
Carte de la gmina de Malechowo.

## Histoire
Avant 1945, la commune de Malchow fait partie de l'arrondissement de Schlawe-en-Poméranie (de) dans le district de Köslin de la province prussienne de Poméranie.